# Delphyre leucomela
Delphyre leucomela là một loài bướm đêm thuộc phân họ Arctiinae, họ Erebidae.